# Столбовская (Вилегодский район)
Столбовская — деревня в Вилегодском районе Архангельской области. До 2020 года входила в состав Ильинского сельского поселения.
На 1859 год в казённой деревне Столбовой (Кулига) Сольвычегодского уезда Вологодской губернии на речке Шетьяс числится 11 дворов с 27 мужчинами и 47 женщинами (74 человека).
До 10 апреля 1924 года входила в Ильинско-Подомскую волость Сольвычегодского уезда.

## Расположение
Расположено на речке Шетьяс. Рядом проходит автотрасса 11К-147 вдоль реки Виледь. 
На противоположном берегу речки находится деревня Кулига. На севере располагается деревня Пестово на реке Виледь, на юге деревня — Лисья гора. 

## Население
| 2002 | 2010 | 2012 |
| ---- | ---- | ---- |
| 7    | ↘4   | →4   |